# 延興 (南朝斉)
延興（えんこう）は、南北朝時代、南斉の海陵王蕭昭文の治世に行われた元号。
494年。

## 出来事
- 元年7月：新安王蕭昭文が皇帝に即位。
- 元年10月：廃立されて海陵王に降される。宣城王蕭鸞が即位。

## 西暦・干支との対照表
| 延興 | 元年     |
| 西暦 | 494年    |
| 干支 | 甲戌     |
| 北魏 | 太和18年 |